# NGC 2360
NGC 2360 ou Caldwell 58 est un amas ouvert, situé dans la constellation du Grand Chien. Il a été découvert par l'astronome allemande Caroline Herschel en 1783 et c'est en son honneur qu'on l'appelle l'amas de Caroline.
L'amas de Caroline se situe à 3,5 degrés à l'est de l'étoile Gamma Canis Majoris et à un peu moins de un degré au nord-ouest de l'étoile R Canis Majoris (en). La magnitude apparente combinée de l'amas est de 7,2.

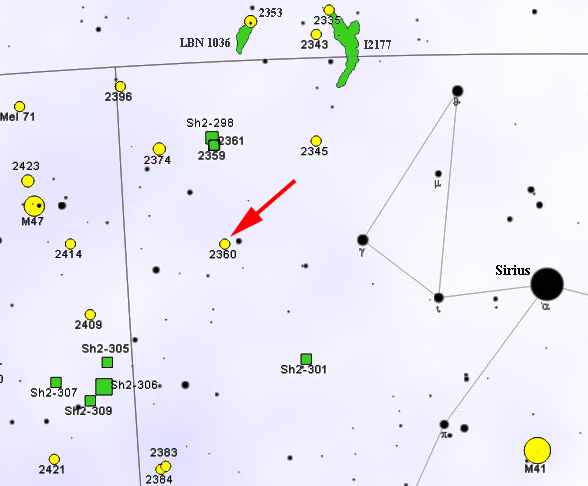
Position de l'amas dans la constellation du Grand Chien.

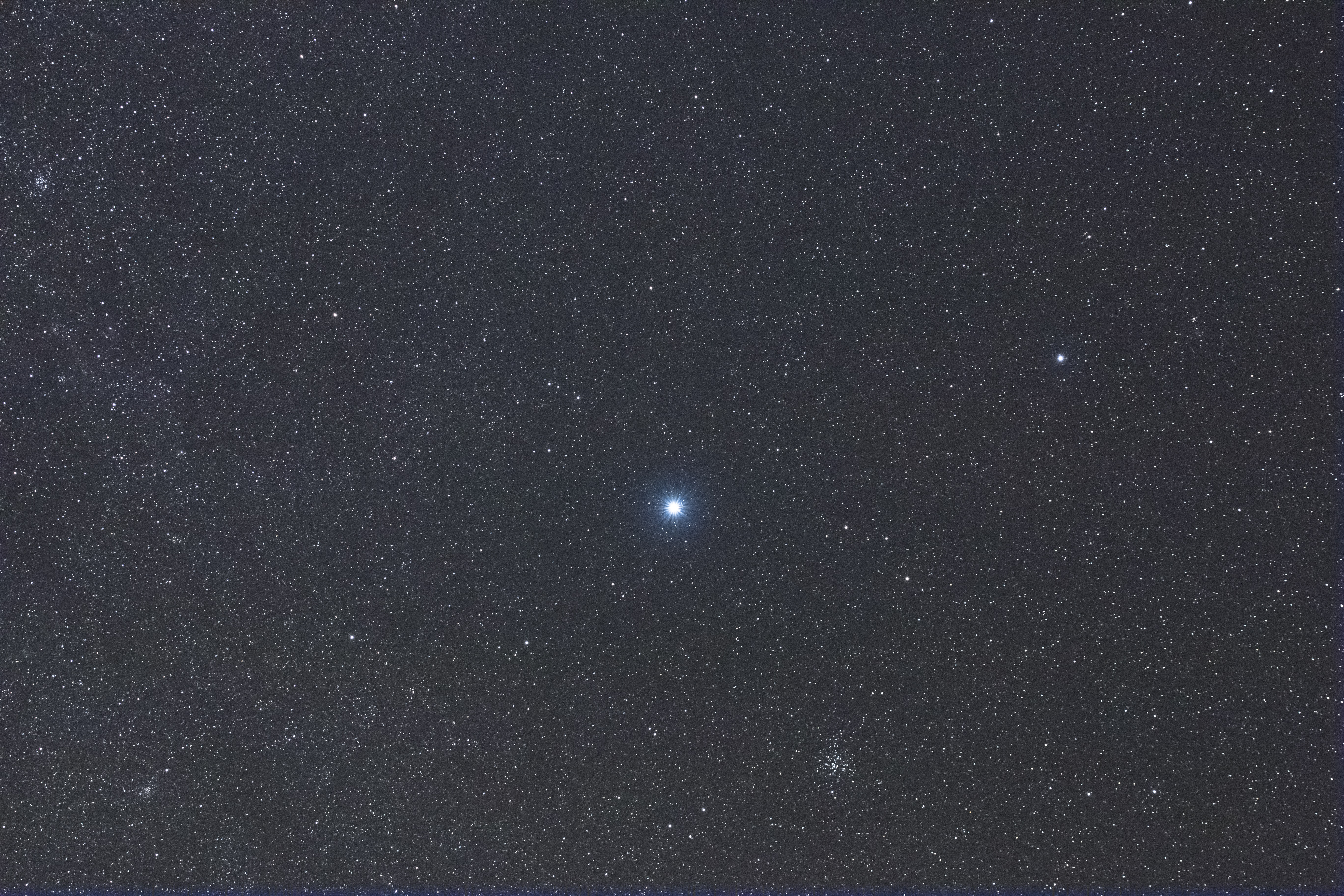
Sirius au centre Mirzam à gauche, NGC 2360 sous ces étoiles.

NGC 2360 est à environ 1 887 pc (∼6 150 al) du système solaire et les dernières estimations donnent un âge de 561 millions d'années. La taille apparente de l'amas est de 14 minutes d'arc, ce qui, compte tenu de la distance, donne une taille réelle maximale d'environ 25 années-lumière.
Selon la classification des amas ouverts de Robert Trumpler, cet amas renferme entre 50 et 100 étoiles (lettre m) dont la concentration est moyenne (II) et dont les magnitudes se répartissent sur un intervalle moyen (le chiffre 2).

## Les étoiles de NGC 2360
En 1968, l'astronome américain Olin J. Eggen a réalisé une étude de l'amas ouvert. Il a déterminé que l'étoile la plus brillante de la région était HD 56847 (ou MU Canis Majoris), mais qu'elle ne faisait pas réellement partie de NGC 2360.
Eggen a également identifié une, ou possiblement deux, étoiles bleues tardives. C'est une trouvaille inattendue, car ce sont des étoiles chaudes, très lumineuses qui sont plus jeunes que les autres étoiles de l'amas. Il est possible que la présence de ce type d'étoiles dans un amas ouvert provienne d'un genre de cannibalisme stellaire, une étoile qui aspire la matière d'une ou de plusieurs étoiles compagnes. On connait maintenant quatre étoiles bleues tardives dans cet amas.